# 涅槃 (單曲)
《涅槃》（日语：ニルバナ）是日本歌手Tia的第四张单曲，由ryo (supercell) 策划制作、2015年11月25日发售。

## 概要
距前作「The Glory Days」发行后时隔约1年1个月之久。
主题曲被采用为电视动画《野良神 ARAGOTO》的片尾曲。
这也是Tia与「ハートリアライズ」的第二次合作。Tia关于录音说，“为了更靠近印象中的声音，声音的方式和做法的计划考虑了200次。”
发售形式为初回生产限定盘 (EYCA-10628/B) 与通常盘 (EYCA-10629) 两种。

## 专辑收录内容
CD专辑
| #  | 标题                              | 作词             | 作曲             | 编曲             | 时间 |
| -- | --------------------------------- | ---------------- | ---------------- | ---------------- | ---- |
| 1. | 「ニルバナ」                      | ryo（supercell） | ryo（supercell） | ryo（supercell） | 4:24 |
| 2. | 「好き好きびーむ」                | ryo（supercell） | ryo（supercell） | ryo（supercell） | 3:15 |
| 3. | 「ニルバナ -Instrumental-」       |                  |                  |                  | 4:23 |
| 4. | 「好き好きびーむ -Instrumental-」 |                  |                  |                  | 3:14 |

## 脚注
1. ↑  . タワーレコード.   [2016-01-01]. （原始内容存档于2016-08-23）.
2. ↑  . ORICON STYLE. オリコン.   [2016-01-01]. （原始内容存档于2017-08-22）.
3. ↑  . Billboard JAPAN. 阪神コンテンツリンク.   [2016-01-01]. （原始内容存档于2019-04-03）.
4. ↑  . Billboard JAPAN. 阪神コンテンツリンク.   [2016-01-01]. （原始内容存档于2018-02-21）.
5. ↑  . Billboard JAPAN. 阪神コンテンツリンク.   [2016-01-01]. （原始内容存档于2018-02-21）.
6. ↑  http://noragami-anime.net/news/detail.php?id=1025629 （页面存档备份，存于）  TVアニメ「ノラガミ ARAGOTO」公式サイト. 2016年1月1日閲覧。
7. ↑  http://animate.tv/news/details.php?id=1448956103 （页面存档备份，存于） アニメイトTV (2015年12月2日). 2016年1月1日閲覧。